# Vicky Knudsen
Vicky Knudsen (født 6. august 1986 i Helsingør) er en dansk biolog, ornitolog og naturvejleder.
Hun har været kåret som Danmarks bedste naturformidler, og medvirket i flere tv- og radioprogrammer om dyr og natur. Desuden har hun udgivet en bog.

## Baggrund
Vicky Knudsen blev født i Helsingør, og er opvokset på Bornholm, hvor familien flyttede til, da hun var 10 år.
Som 10-årig var hun med på den første tur for at kigge på fugle.

## Uddannelse og karriere
Efter studentereksamen begyndte hun at læse biologi på Københavns Universitet. Efterfølgende blev hun ansat som caretaker, naturfaglig assistent og biolog hos Dansk Ornitologisk Forening. Her var hun ansat indtil 1. april 2017, hvorefter hun blev selvstændig naturformidler, foredragsholder mv. Det var også i 2017 at Vicky Knudsen afsluttede sine syv år som forkvinde for Dansk Ornitologisk Forenings ungdomsafdeling, kaldet DOF UNG.
I kategorien “formidling for voksne” blev hun ved Naturmødet i 2017 som den anden nogensinde, kåret som Danmarks bedste naturformidler.
I 2018 var hun i juryen bag Danmarks Naturkanon.
Udover deltagelse i radioprogrammer på blandt andet P3 og P6, direkte tv hos DR, har hun medvirket i 18 afsnit af tv-programmet 1 døgn, 2 hold, 3 dyr på TV 2 sammen med Sebastian Klein, Bjørli Lehrmann og Morten D.D. Hansen.
I september 2018 afsluttede hun sammen med Sebastian Klein og Anders Kofoed optagelserne til det sidste af fire afsnit af serien Vores vilde vej, som fik premiere 12. august 2019 på TV 2. Under optagelserne til første afsnit, der fandt sted på Sandbjergvej nær Årslev Engsø i Brabrand, gjorde Vicky Knudsen i en villahave det hidtidig eneste verificerede fund af arten Langhornet Torngræshoppe registreret i Danmark.
Efter at der i foråret og sommeren 2019 var gjort observationer af en puma i et større område i Øst- og Midtjylland, deltog Vicky Knudsen i september 2019 sammen med et tv-hold fra TV 2 i jagten på kattedyret. Det skete ud fra en opslået lejr ved Fuglsang Sø. Efter undersøgelser af billeder og lokation, kunne historien om pumaen afvises, da det blot var en rødhåret hankat der var blevet set.
Sammen med Johan Olsen fik Vicky Knudsen den 20. februar 2020 på DR P1, deres eget ugentlige naturvidenskabelige radioprogram med titlen Vildt Naturligt.
Vicky Knudsen deltog i 2020 i sæson 17 af Vild med dans, hvor hun dansede med den professionelle danser Martin Parnov Reichardt. De røg ud som det tredje par.

## Udmærkelser
- Danmarks bedste naturformidler (2017)[8]
- Bedste Birder Ambassadør (2020)[21]

## Filmografi
- 1 døgn, 2 hold, 3 dyr (2017–2021)
- Vores vilde vej (2019)
- Vild med dans (2020, sæson 17)

## Radio
- Vildt Naturligt (2020-nu)